# Saint-Launeuc
Saint-Launeuc [sɛ̃lonœk] est une ancienne commune française du pays du Mené, située dans le département des Côtes-d'Armor, en région Bretagne. Le 1er janvier 2025, elle intègre Merdrignac.

## Géographie
| Mérillac   |              | Éréac    |
| Saint-Vran | Saint-Launec | Lanrelas |
| Merdrignac |              | Trémorel |

### Climat
Pour des articles plus généraux, voir Climat de la Bretagne et Climat des Côtes-d'Armor.
En 2010, le climat de la commune est de type climat océanique franc, selon une étude du CNRS s'appuyant sur une série de données couvrant la période 1971-2000. En 2020, Météo-France publie une typologie des climats de la France métropolitaine dans laquelle la commune est exposée à un climat océanique et est dans une zone de transition entre les régions climatiques « Finistère nord  » et « Bretagne orientale et méridionale, Pays nantais, Vendée ». Parallèlement l'observatoire de l'environnement en Bretagne publie en 2020 un zonage climatique de la région Bretagne, s'appuyant sur des données de Météo-France de 2009. La commune est, selon ce zonage, dans la zone « Intérieur Est », avec des hivers frais, des étés chauds et des pluies modérées).  
Pour la période 1971-2000, la température annuelle moyenne est de 11,1 °C, avec une amplitude thermique annuelle de 11,9 °C. Le cumul annuel moyen de précipitations est de 797 mm, avec 13 jours de précipitations en janvier et 6,8 jours en juillet. Pour la période 1991-2020, la température moyenne annuelle observée sur la station météorologique la plus proche, située sur la commune de Merdrignac à 5 km à vol d'oiseau, est de 11,7 °C et le cumul annuel moyen de précipitations est de 905,0 mm,. Pour l'avenir, les paramètres climatiques de la commune estimés pour 2050 selon différents scénarios d'émission de gaz à effet de serre sont consultables sur un site dédié publié par Météo-France en novembre 2022.

## Urbanisme

### Typologie
Au 1er janvier 2024, Saint-Launeuc est catégorisée commune rurale à habitat très dispersé, selon la nouvelle grille communale de densité à 7 niveaux définie par l'Insee en 2022.
Elle est située hors unité urbaine et hors attraction des villes,.

### Occupation des sols
L'occupation des sols de la commune, telle qu'elle ressort de la base de données européenne d’occupation biophysique des sols Corine Land Cover (CLC), est marquée par l'importance des territoires agricoles (50,7 % en 2018), en diminution par rapport à 1990 (53,6 %). La répartition détaillée en 2018 est la suivante : 
forêts (40,4 %), terres arables (35,7 %), prairies (8,4 %), zones agricoles hétérogènes (6,6 %), zones urbanisées (5,9 %), milieux à végétation arbustive et/ou herbacée (2,2 %), eaux continentales (0,7 %). L'évolution de l’occupation des sols de la commune et de ses infrastructures peut être observée sur les différentes représentations cartographiques du territoire : la carte de Cassini (XVIIIe siècle), la carte d'état-major (1820-1866) et les cartes ou photos aériennes de l'IGN pour la période actuelle (1950 à aujourd'hui).

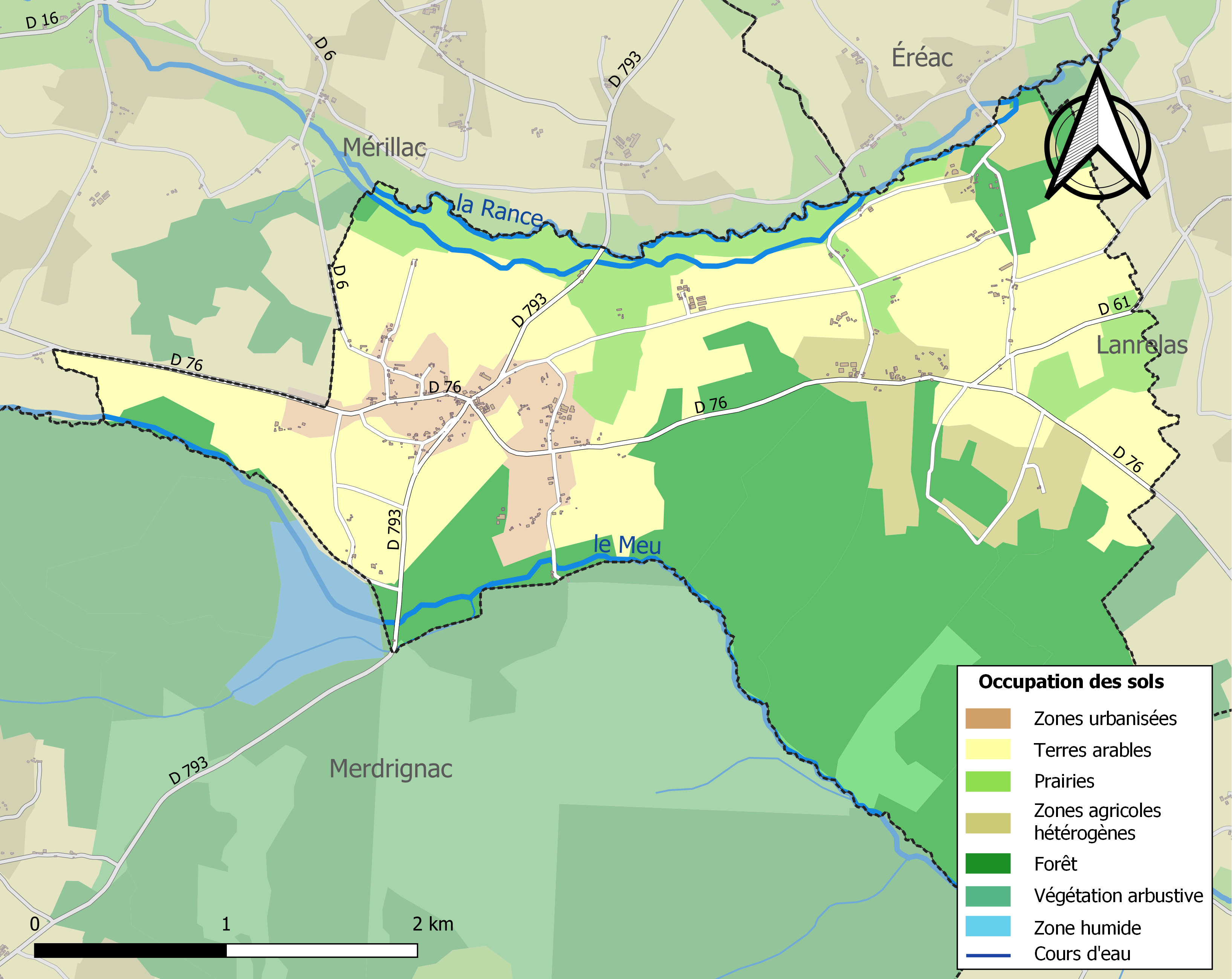
Carte des infrastructures et de l'occupation des sols de la commune en 2018 (CLC).

## Toponymie
Le nom de la localité est attesté sous les formes Sanctus Leonocus au XIVe siècle, Saint Louennec en 1453, Sancto Leonoco en 1516, Sanct Lanneus en 1630.
Saint-Launeuc vient de saint Lunaire (moine irlandais) ou de Lawenos ou Leuenec (saint breton).

## Histoire
La paroisse de Saint-Launeuc, enclavée dans l'évêché de Saint-Malo faisait partie du doyenné de Bobital relevant de l'évêché de Dol et était sous le vocable de sainte Léonore.

### XXesiècle

#### La Première Guerre mondiale
Le monument aux morts fait état de 28 soldats morts pour la Patrie.
Saint-Launeuc aura été épargnée par les guerres qui suivirent.

### XXIesiècle
Par un arrêté préfectoral du 6 décembre 2024, Saint-Launeuc fusionne avec Merdrignac pour former la commune nouvelle de Merdrignac.

## Politique et administration
| Période                                  | Période                   | Identité              | Étiquette | Qualité                                                                               |
| ---------------------------------------- | ------------------------- | --------------------- | --------- | ------------------------------------------------------------------------------------- |
| Les données manquantes sont à compléter. |                           |                       |           |                                                                                       |
| octobre 1947                             | mars 1959                 | Jean-Baptiste Gautier |           |                                                                                       |
| mars 1959                                | mars 1971                 | Albert Ferret         |           |                                                                                       |
| mars 1971                                | mars 1983                 | Arsène Ollivier       |           |                                                                                       |
| mars 1983                                | mars 2001                 | Maurice Georgeais     |           | Professeur de collège retraité Vice-président de la CC Hardouinais Mené (1992 → 2001) |
| mars 2001                                | mars 2014                 | Pascal Pignon         | DVD       | Technicien Vice-président de la CC Hardouinais Mené (2001 → 2014)                     |
| mars 2014                                | En cours (au 25 mai 2020) | Marie-Thérèse Pithon  | LR        | Chef d'entreprise 2e vice-président de la CC Hardouinais Mené (2014 → 2016)           |

## Démographie
L'évolution du nombre d'habitants est connue à travers les recensements de la population effectués dans la commune depuis 1793. Pour les communes de moins de 10 000 habitants, une enquête de recensement portant sur toute la population est réalisée tous les cinq ans, les populations de référence des années intermédiaires étant quant à elles estimées par interpolation ou extrapolation. Pour la commune, le premier recensement exhaustif entrant dans le cadre du nouveau dispositif a été réalisé en 2004.

En 2022, la commune comptait 190 habitants, en évolution de −6,86 % par rapport à 2016 (Côtes-d'Armor : +1,78 %, France hors Mayotte : +2,11 %).
| 1793 | 1800 | 1806 | 1821 | 1831 | 1836 | 1841 | 1846 | 1851 |
| ---- | ---- | ---- | ---- | ---- | ---- | ---- | ---- | ---- |
| 546  | 467  | 510  | 533  | 489  | 491  | 467  | 479  | 531  |

| 1856 | 1861 | 1866 | 1872 | 1876 | 1881 | 1886 | 1891 | 1896 |
| ---- | ---- | ---- | ---- | ---- | ---- | ---- | ---- | ---- |
| 510  | 516  | 533  | 584  | 555  | 526  | 546  | 546  | 575  |

| 1901 | 1906 | 1911 | 1921 | 1926 | 1931 | 1936 | 1946 | 1954 |
| ---- | ---- | ---- | ---- | ---- | ---- | ---- | ---- | ---- |
| 542  | 546  | 557  | 453  | 410  | 419  | 392  | 346  | 287  |

| 1962 | 1968 | 1975 | 1982 | 1990 | 1999 | 2004 | 2006 | 2009 |
| ---- | ---- | ---- | ---- | ---- | ---- | ---- | ---- | ---- |
| 285  | 253  | 239  | 195  | 180  | 194  | 192  | 193  | 194  |

| 2014 | 2019 | 2022 | - | - | - | - | - | - |
| ---- | ---- | ---- | - | - | - | - | - | - |
| 198  | 195  | 190  | - | - | - | - | - | - |

## Lieux et monuments
La commune compte deux monuments historiques :
- le château de La Bruyère, édifié au XVIIIe siècle et inscrit par arrêté du 15 octobre 1968[21] ;
- la chapelle de La Bruyère, située à proximité du château. La chapelle Notre-Dame de Bon-Secours a été édifiée au XVIIe siècle et inscrite par arrêté du 23 décembre 1969[22].

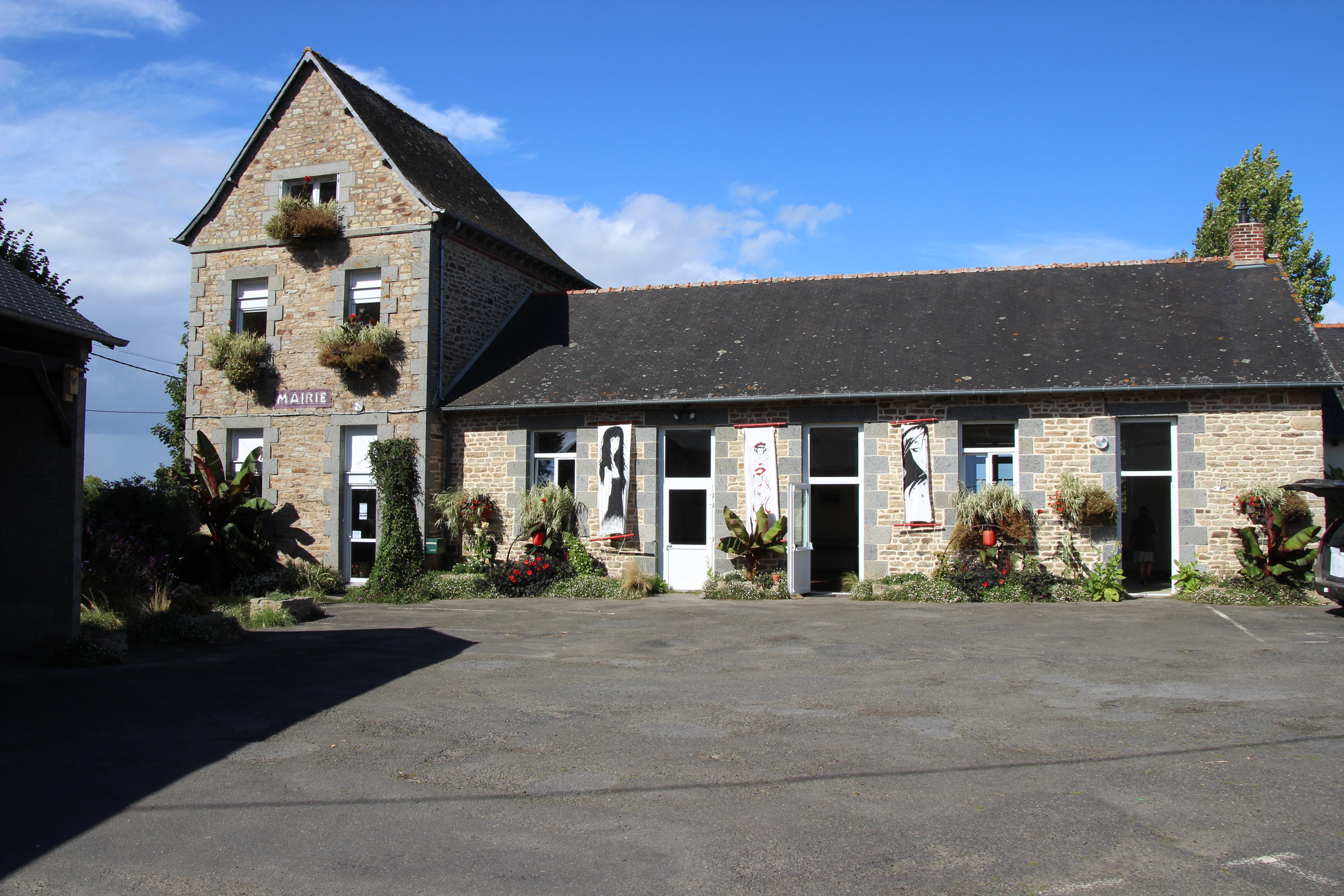
Mairie.
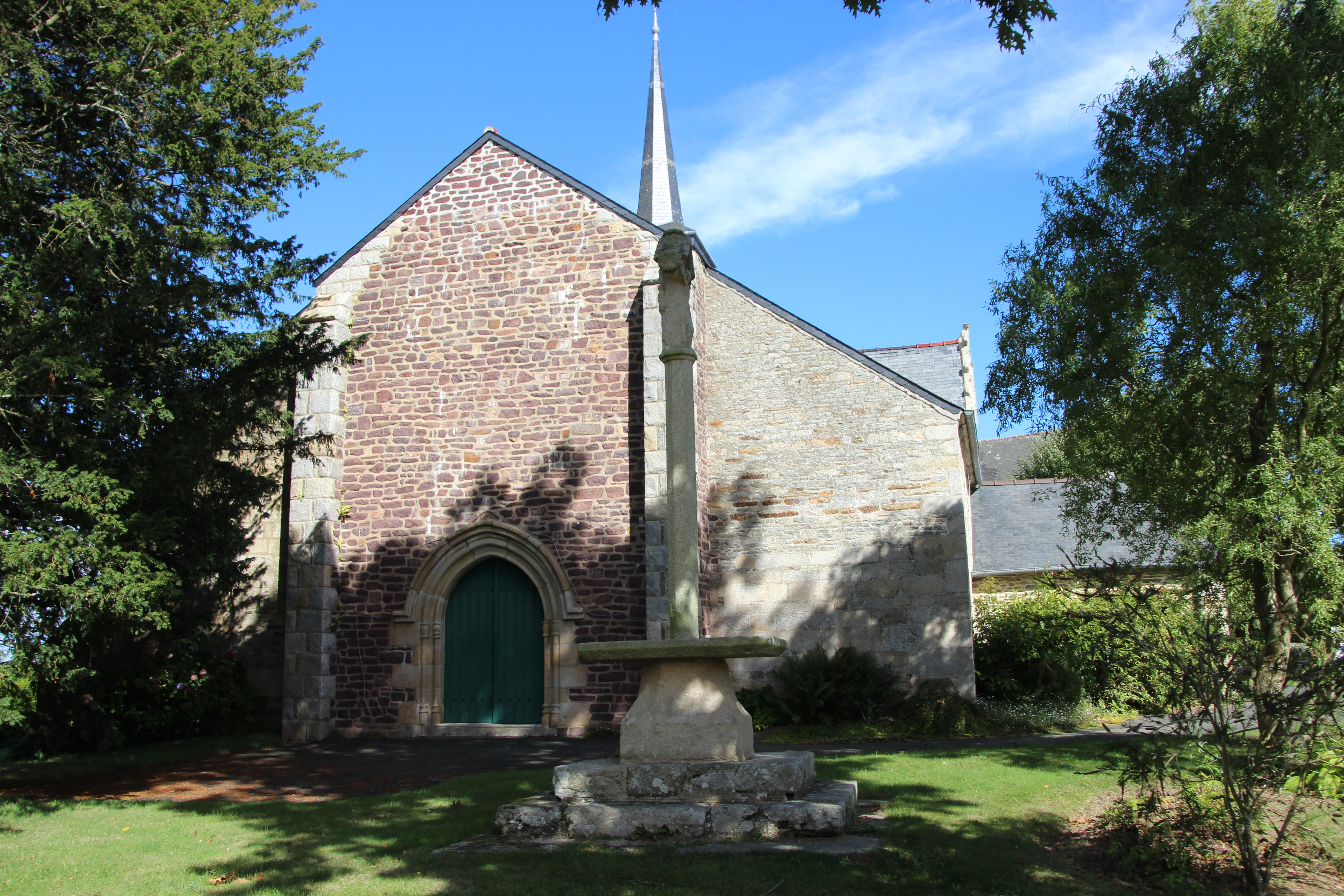
Pignon de l'église Saint-Léonore.
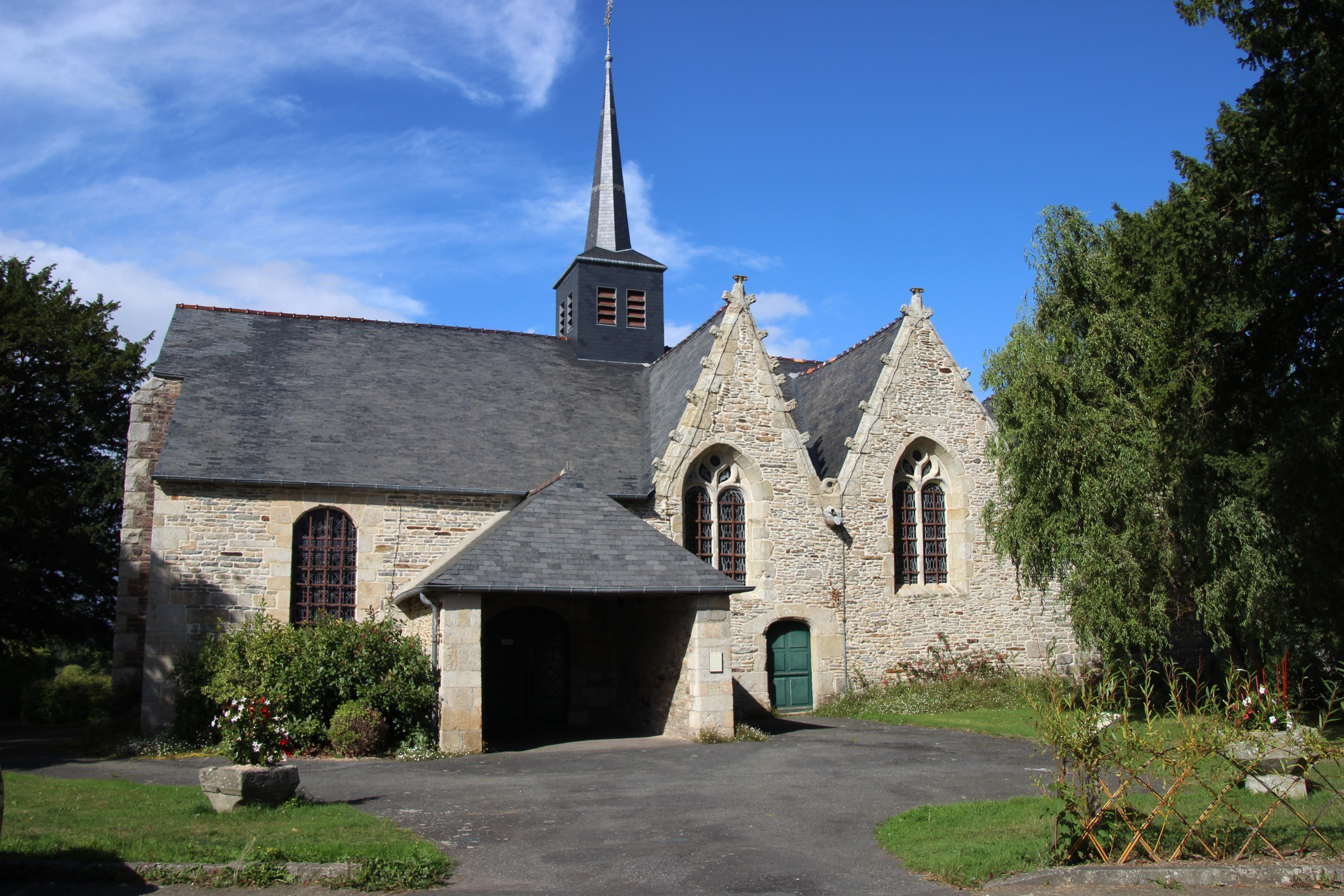
Vue de la façade de l'église Saint-Léonore depuis la rue.
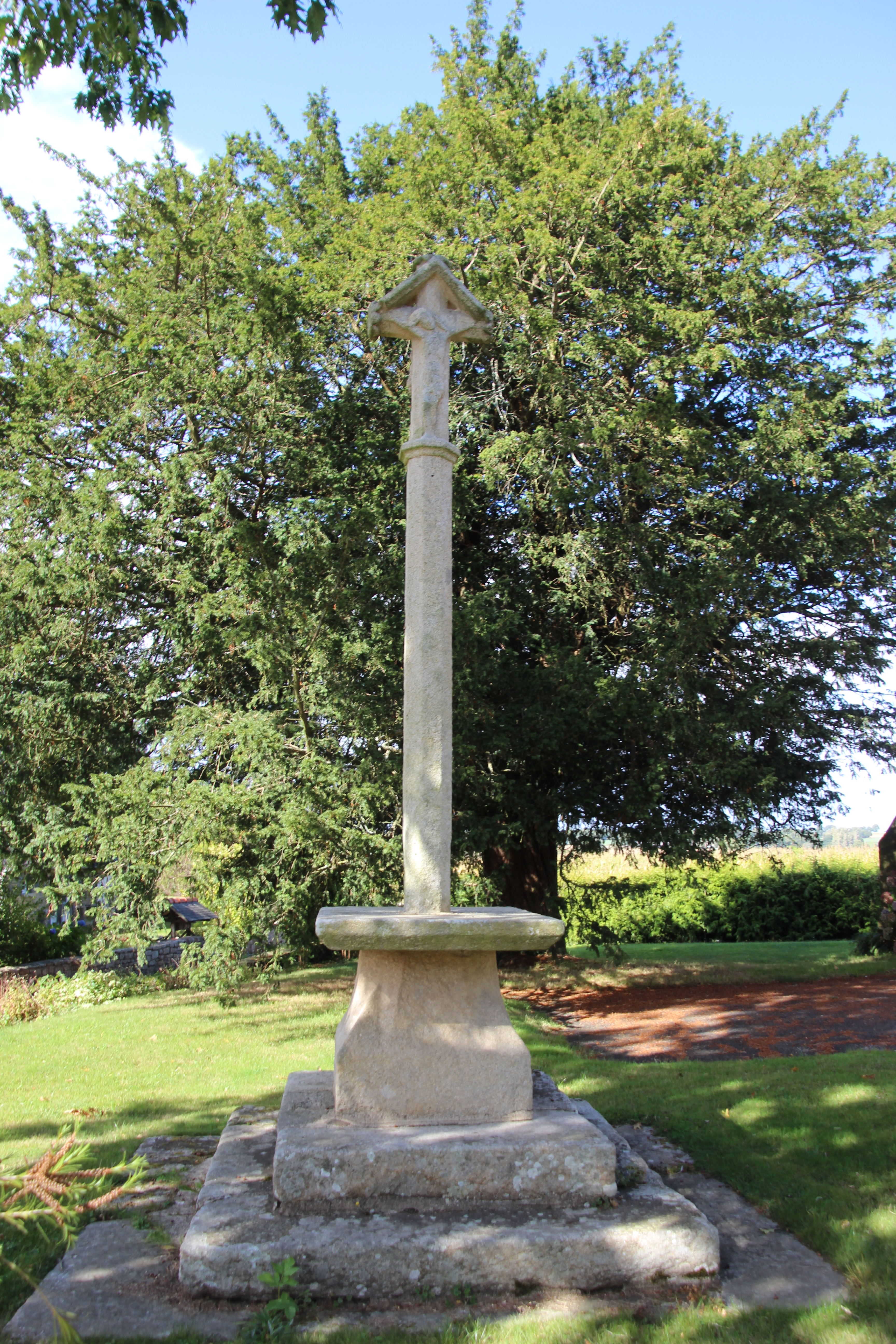
Calvaire devant l'église Saint-Léonore.
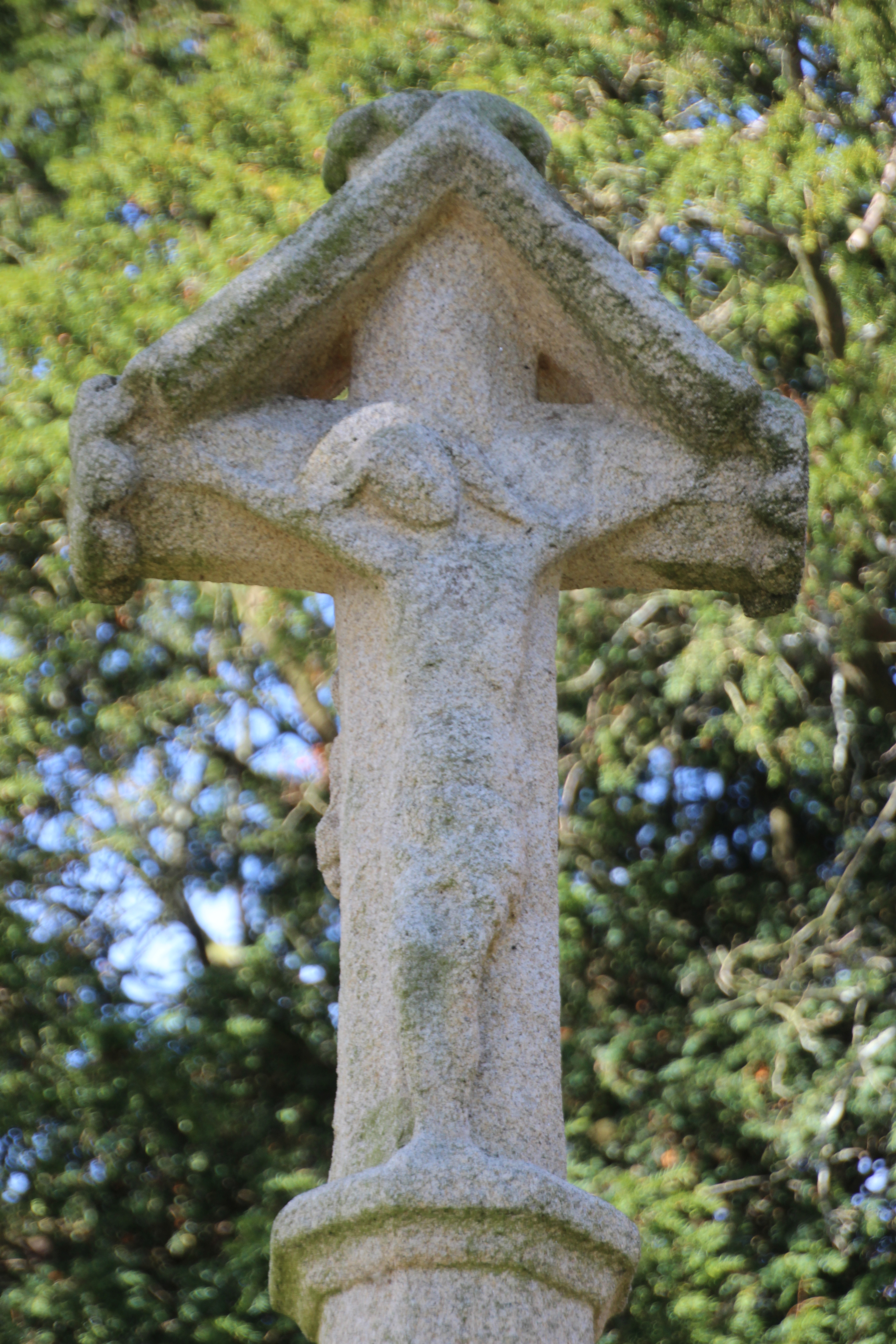
Détail du calvaire.
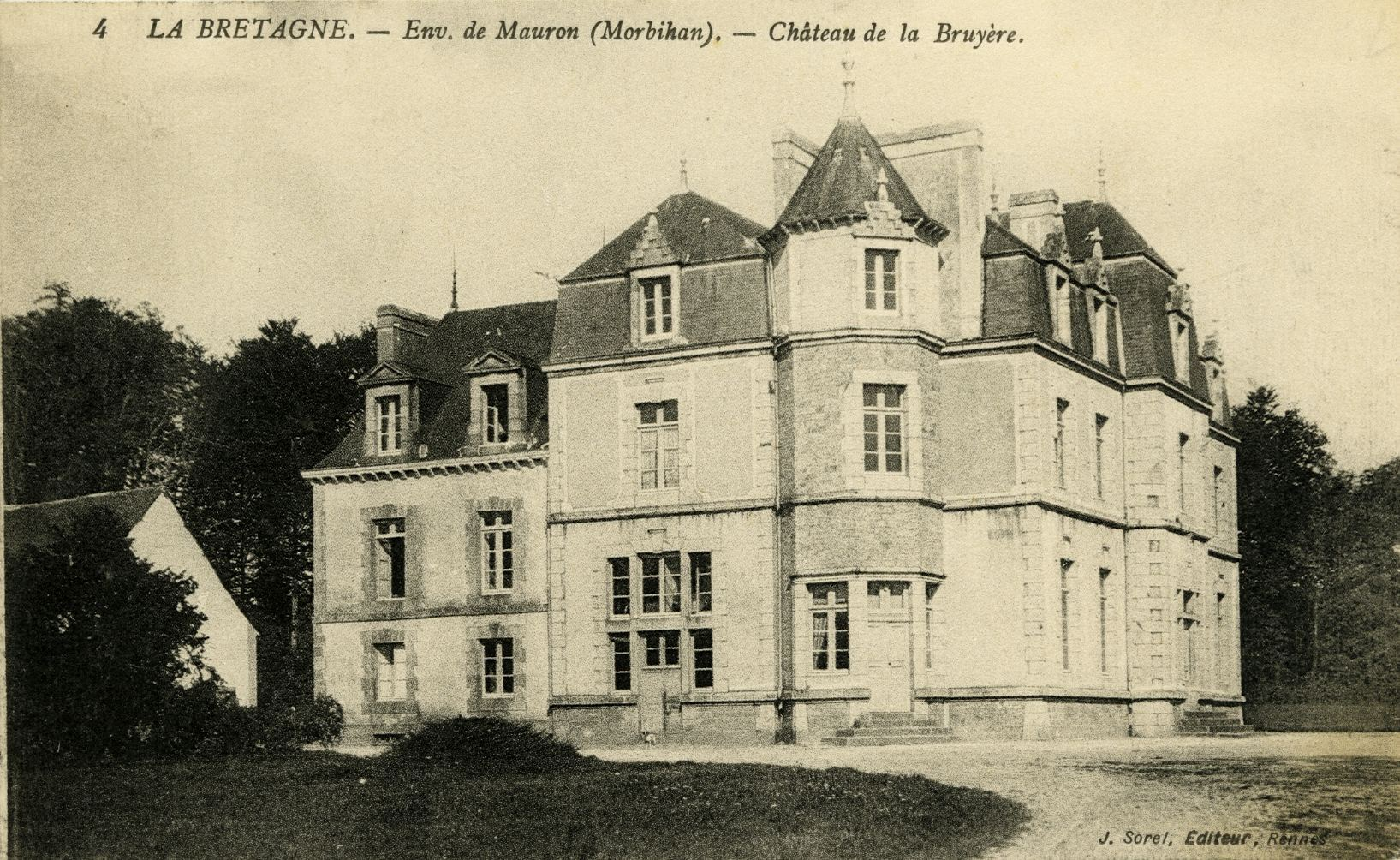
Château de la Bruyère (début XXe siècle)

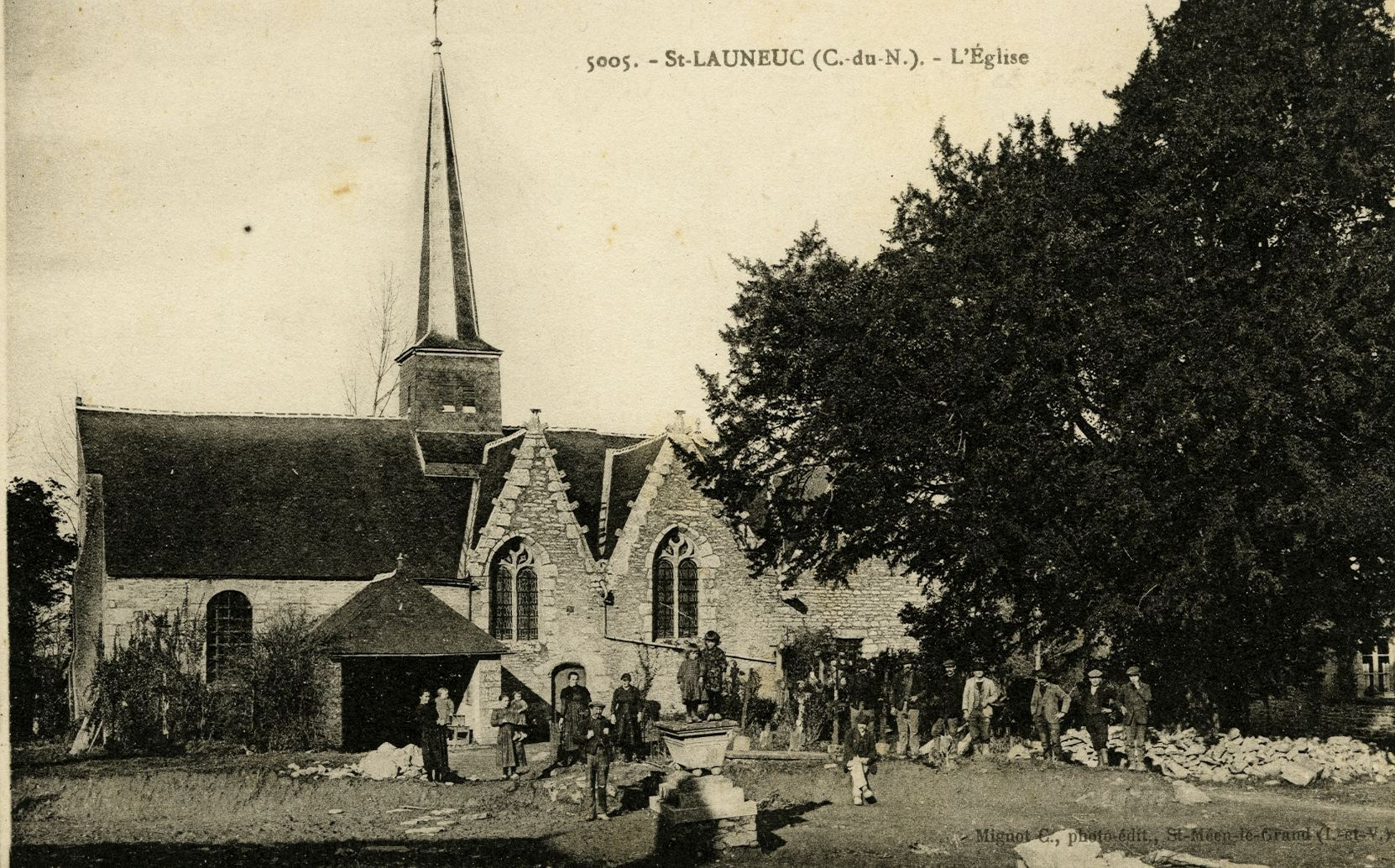
Église Sainte-Léonore (début XXe siècle)

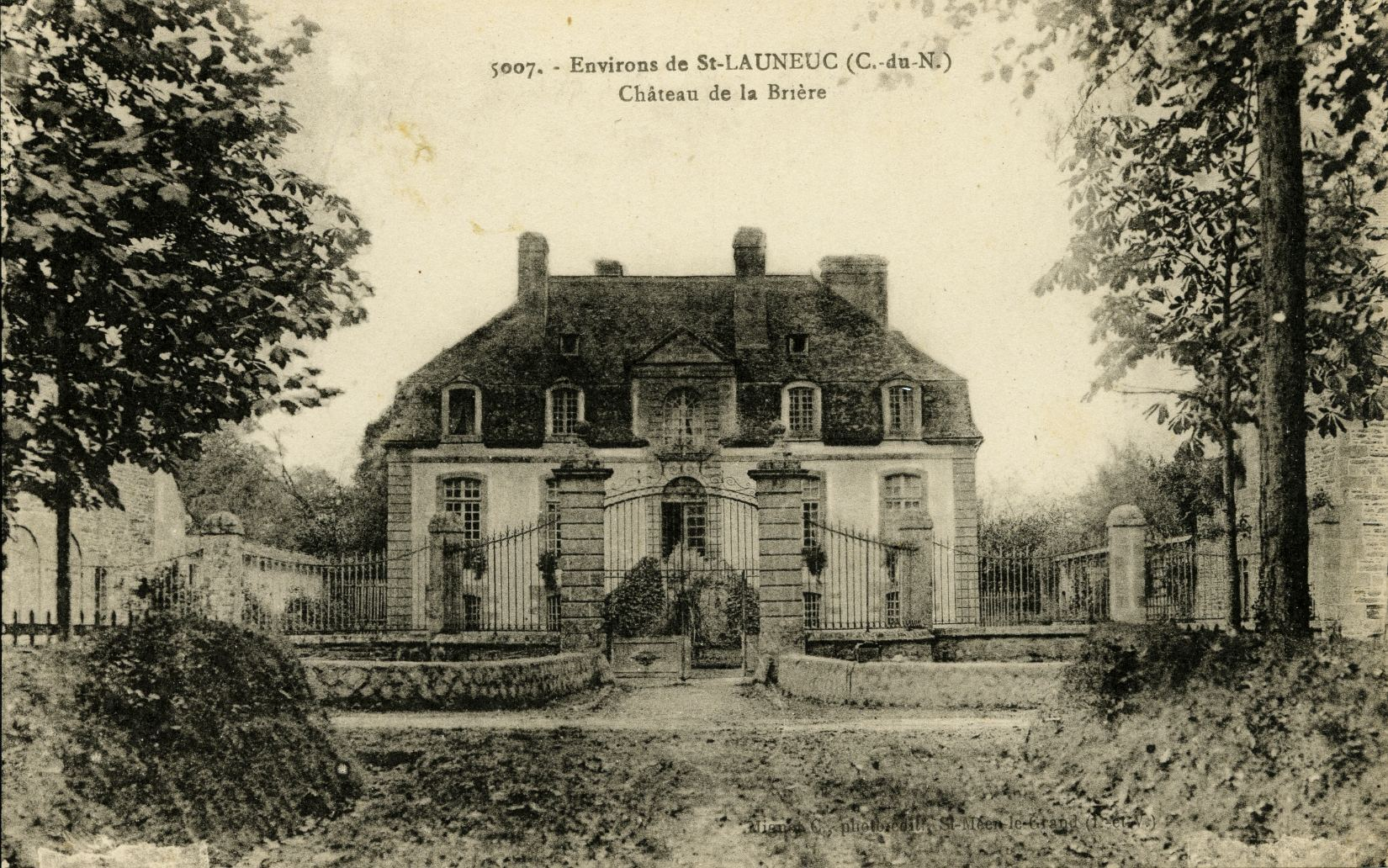
Château de la Bruyère (début XXe siècle)

- Église Saint-Léonore.

## Personnalités nées à Saint-Launeuc
- Pierre Boisson (1894-1948), ancien administrateur colonial